# De la servitude moderne
 (décembre 2022).
De la servitude moderne est un livre écrit par Jean-François Brient en 2007 et publié en 2009 en Colombie.
En mai 2009, il bénéficie d'une adaptation cinématographique sous forme de film documentaire monté par Victor León Fuentes. Il est diffusé gratuitement en français, en anglais et en espagnol, sous plusieurs formats, dans certains lieux/évènements de mouvements alternatifs en France et en Amérique latine.

## Synopsis
L’œuvre dénonce la condition d’esclave de l’homme moderne, et décrit le monde contemporain comme un « totalitarisme marchand ».
La thèse défendue correspond à l'idée que désormais, la dictature ne s'exerce plus par un homme. C’est plutôt un principe : la marchandise ou l'argent dictent l'existence de chaque être humain qui en étant réduit à être un consommateur, un travailleur, un serviteur, perd son humanité.
Mais, et c'est là où le film se rapproche du Discours de la servitude volontaire d'Étienne de La Boétie, si cette servitude perdure, s'il existe des maîtres, c'est parce que les esclaves ont choisi de demeurer esclaves et non pas parce qu'il existe des maîtres.
Pour les auteurs du film, un changement par le haut n'est pas à attendre, c'est à chacun, à chaque individu de se changer soi-même pour commencer à changer le monde.

### De l’obéissance comme seconde nature
Le vidéogramme montre comment le pouvoir utilise son action programmatrice, à travers l'éducation, pour désactiver la contestation. En effet la violence est condamnée par la société civile, alors que toutes les tentatives pacifiques pour empêcher la ruine de l'être humain sont assimilées par le système et réutilisées par celui-ci pour sa propre consolidation. L’idée d’une confrontation ultime entre le système et une violence-révolte venant de ses victimes semble donc improbable.
Brient explique un peu plus loin, dans son œuvre, que le problème semble résider en chaque individu, dès lors qu’il refuse d’assumer sa stature humaine et préfère la facilité d’une vie programmée par d’autres que lui-même. Cet individu perdra tôt ou tard son humanité, car l’éducation normalisée qu’il a subie l’a programmé pour cela. L’esclave moderne n’est ni un animal, ni un être humain, mais une espèce fabriquée, au même titre que les objets et idées qu’il produit. La prise de conscience reste donc le seul espoir pour qu’il y ait une humanité retrouvée par le plus grand nombre un jour.

## Le film
- Scénario : Jean-François Brient
- Montage : Victor León Fuentes
- Durée : 52 minutes

« Un documentaire sur les origines et les causes des déséquilibres généralisés des sociétés occidentales modernes. La victoire incontestée de l'utopie du marché libre s'est transformée en un cauchemar engloutissant, remodelant les modes de vie et les façonnant en ce qui ressemble de plus en plus à une vision effrayante d'un récit dystopique. »